# Léonce de Césarée
Léonce de Césarée (mort en 337) est un évêque de Cappadoce élevé sur le siège de Césarée (actuelle Kayserie en Turquie).
Léonce aurait assisté au premier concile de Nicée en 325. Il est vénéré comme un saint par l'Église orthodoxe et catholique. Sa fête est fixée le 13 janvier.
D'après Grégoire de Nazianze, il fut celui qui baptisa son père.
Athanase le décrit comme un courageux défenseur de la foi et un « ange de la paix ».
Ayant joué un rôle dans la conversion au christianisme de Tiridate, roi d'Arménie, Léonce aurait confié à son disciple Grégoire l'Illuminateur, la mission d'évangéliser le peuple Arménien. C'est lui qui l'aurait consacré évêque pour cette tâche.